# 性感到位
《性感到位》（英語：Positions）是美國歌手爱莉安娜·格兰德的第六張錄音室專輯，2020年10月30日由聯眾唱片發行。亞莉安娜在專輯中與多名製作人合作，包括湯米·布朗、安東尼·M·瓊斯、London on da Track、穆爾達·比茨、The Rascals、史考特·史托奇、乳油木泰勒和查爾斯·安德森。
亞莉安娜在專輯中討論了性愛和戀愛主題，延續前作《甜到翻》（2018年）和《謝謝，下一位》（2019年）的R&B和陷阱流行樂風格。此外，《性感到位》也加入了嘻哈、neo soul和放克的元素，並邀請Doja Cat、威肯和泰·達拉·塞助陣獻聲。專輯發行後受到了評論家的普遍肯定，其中大部分讚美了亞莉安娜的演唱，但對其製作和歌詞表示批評。《性感到位》在許多出版物的年終最佳音樂列表都榜上有名。
專輯同名歌曲作為首支單曲在專輯上市一週前發行。歌曲首週即在《告示牌》百大單曲榜上登頂，成為亞莉安娜在美國的第5支冠軍單曲。歌曲的登頂使亞莉安娜收穫了她在2020年內的第3支冠軍單曲，同時也標誌著她成為百大單曲榜史上唯一擁有5支空降冠軍單曲的藝人。專輯發行後，其14首曲目全部同時登上百大單曲榜，其中專輯的第2支單曲〈34+35〉達到了第8名。《性感到位》在美國《告示牌》二百大專輯榜以174,000個专辑等价单位（包括42,000份實體銷量）登頂，成為亞莉安娜在美國的第5張冠軍專輯。此外，專輯也在阿根廷、加拿大、愛爾蘭、立陶宛、紐西蘭、挪威和英國登頂。

## 背景
2020年4月19日，首次有報導稱爱莉安娜·格兰德正在準備新的音樂作品。她也在2020年5月宣布自己在年初跟Doja Cat合作錄製了一首歌。但在同一次採訪中，亞莉安娜稱自己將不會在封城期間發行專輯。2020年10月14日，亞莉安娜在社群媒體上宣佈她的第6張錄音室專輯將於當月發行。三天後，她發布了一段自己在鍵盤上輸入單字「positions」的慢动作影片。同日，亞莉安娜的官方網站開啟了兩個計時器，分別倒數計時到2020年10月23日和2020年10月30日。2020年10月23日，她在Twitter上確定專輯將於10月30日發行，並發布了封面圖片。曲目列表於次日揭露。亞莉安娜在社群媒體上發布了三張稍有不同的《性感到位》專輯封面，內容是她擺出不同姿勢的三張黑白臉部特寫。封面由Dave Meyers掌鏡拍攝（也是同名歌曲音樂錄影帶的導演），並由Stefan Kohli擔任創意總監。

## 發行和單曲
2020年10月27日，亞莉安娜宣布《性感到位》使用另外兩張封面的限定版CD將隨專輯同時發行，並在她的官網開放預訂。2020年10月30日，亞莉安娜親筆簽名的《性感到位》標準版CD也在官網限量直售。
專輯同名曲目〈性感到位〉作為專輯的主打單曲，於2020年10月23日跟音樂錄影帶一起發行。 歌曲首週在美國《告示牌》百大單曲榜登頂，成為亞莉安娜在美國的第5支冠軍單曲，並刷新她先前的紀錄，成為該榜單首位擁有5支空降冠軍單曲的藝人。專輯第2支單曲〈34+35〉於2020年10月30日發行。歌曲在百大單曲榜空降第8名，為亞莉安娜生涯中的第18首前十名歌曲，標誌她與碧昂絲並列為擁有第八多歌曲進入前十的女藝人。

## 曲目列表
| 《性感到位》曲目列表 | 《性感到位》曲目列表                        | 《性感到位》曲目列表 | 《性感到位》曲目列表                                         | 《性感到位》曲目列表 |
| 曲序                 | 曲目                                        | 词曲 | 製作人                                                       | 时长                 |
| -------------------- | ------------------------------------------- | --- | ------------------------------------------------------------ | -------------------- |
| 1.                   | 〈閉嘴〉 "Shut Up"                          | 爱莉安娜·格兰德 湯米·布朗 （ 英语 ： Tommy Brown (record producer)） 史蒂芬·弗蘭克斯 彼得·李·約翰遜 泰拉·帕克斯 （ 英语 ： Tayla Parx） 特拉維斯·塞爾斯 邁克爾·福斯特 （ 英语 ： Social House） | 布朗 弗蘭克斯 [b] 塞爾斯 [b] 約翰遜 [c]                      | 2:37                 |
| 2.                   | 〈34+35〉                                   | 亞莉安娜 布朗 弗蘭克斯 約翰遜 帕克斯 維多利亞·莫內 （ 英语 ： Victoria Monét） 史考特·尼科爾森 澤維爾·「Xavi」·埃雷拉 阿爾伯特·史丹納 [c]                  | 布朗 弗蘭克斯 [a] Xavi [a] 約翰遜 [c]                        | 2:53                 |
| 3.                   | 〈求愛動機〉 "Motive"（Doja Cat獻聲）       | 亞莉安娜 布朗 弗蘭克斯 莫內 阿瑪拉·贊迪爾·德拉米尼 妮婭·查爾斯 （ 英语 ： Nija Charles） 詹姆斯·麥金太爾 肖恩·林德斯特倫 （ 英语 ： Murda Beatz）                   | 布朗 穆爾達·比茨 （ 英语 ： Murda Beatz） 弗蘭克斯 [a] 異鄉人約瑟夫 [a] | 2:47                 |
| 4.                   | 〈如魔法般〉 "Just like Magic"              | 亞莉安娜 布朗 弗蘭克斯 乳油木泰勒 （ 英语 ： Shea Taylor） 普里西拉·雷尼亞 （ 英语 ： Priscilla Renea）                                                                | 布朗 弗蘭克斯 泰勒                                           | 2:29                 |
| 5.                   | 〈愛不復燃〉 "Off the Table"（威肯獻聲）    | 亞莉安娜 布朗 弗蘭克斯 塞爾斯 亞柏·特斯法耶 安田真太郎                                                                                       | 布朗 真太郎 弗蘭克斯 [a] 塞爾斯 [a]                          | 3:59                 |
| 6.                   | 〈6:30〉 "Six Thirty"                       | 亞莉安娜 布朗 弗蘭克斯 泰勒 雷尼亞 迪倫·「娜米」·特謝拉                                                                                      | 布朗 弗蘭克斯 泰勒 [a] 娜米 [a]                              | 3:04                 |
| 7.                   | 〈安全守護〉 "Safety Net"（泰·達拉·塞客串） | 亞莉安娜 布朗 小泰隆·格里芬 （ 英语 ： Ty Dolla Sign） 克里斯多佛·里迪克-泰恩斯 （ 英语 ： The Rascals (producers)） 里昂·湯瑪斯三世 （ 英语 ： Leon Thomas III） 西拉斯·多斯                   | 布朗 The Rascals （ 英语 ： The Rascals (producers)） 鑰匙開門 [b]                  | 3:28                 |
| 8.                   | 〈我的頭髮〉 "My Hair"                      | 亞莉安娜 布朗 莫內 帕克斯 史考特·史托奇 （ 英语 ： Scott Storch） 安東尼·M·瓊斯 （ 英语 ： Anthony M. Jones） 查爾斯·「史酷迪」·安德森 （ 英语 ： Social House）                     | 布朗 史托奇 瓊斯 [a] 史酷迪 （ 英语 ： Social House） [a]                | 2:38                 |
| 9.                   | 〈壞透〉 "Nasty"                            | 亞莉安娜 布朗 莫內 塞爾斯 里迪克-泰恩斯 湯瑪斯 特謝拉                                                                                        | 布朗 The Rascals 塞爾斯 娜米                                 | 3:20                 |
| 10.                  | 〈西區〉 "West Side"                        | 亞莉安娜 布朗 莫內 埃雷拉 阿瑪·朱尼迪 | 布朗 Xavi 朱尼迪 [b]                                         | 2:12                 |
| 11.                  | 〈愛的言語〉 "Love Language"                | 亞莉安娜 布朗 莫內 塞爾斯 帕克斯 凱姆·帕克 （ 英语 ： Kam Parker） 湯米·帕克                                                                           | 布朗 塞爾斯 湯米·帕克                                        | 2:59                 |
| 12.                  | 〈性感到位〉 "Positions"                    | 亞莉安娜 布朗 弗蘭克斯 查爾斯 安吉麗娜·巴瑞特 詹姆斯·賈維斯 倫敦·泰勒·霍姆斯 （ 英语 ： London on da Track） 布萊恩·文森特·貝茨 [c]                            | 布朗 弗蘭克斯 London on da Track （ 英语 ： London on da Track）               | 2:52                 |
| 13.                  | 〈高調愛戀〉 "Obvious"                      | 亞莉安娜 布朗 弗蘭克斯 查爾斯 塞爾斯 約翰遜 瑞恩·泰德 喬什·康納利 [c]                                                                        | 布朗 弗蘭克斯 塞爾斯 康納利 [c]                              | 2:28                 |
| 14.                  | 〈粉紅視角〉 "POV"                          | 亞莉安娜 布朗 弗蘭克斯 帕克斯 奧利弗·弗里德                                                                                                  | 布朗 弗蘭克斯 弗里德                                         | 3:21                 |
| 总时长：             | 总时长：                                    | 总时长： | 总时长：                                                     | 41:07                |

### 註解
- ^[a] 表示聯合製作人
- ^[b] 表示副製作人
- ^[c] 這些貢獻者只出現在數位版本專輯的工作人員名單中
- 所有曲目的英文原標題均風格化為全小寫
- 《性感到位》實體版本分別把Doja Cat和威肯標為〈求愛動機〉和〈愛不復燃〉的客串（featuring）藝人，而不是共同（with）主唱。

## 榜單成績
| 榜單（2020年）                            | 最高 排名 |
| ----------------------------------------- | --------- |
| 阿根廷專輯榜（CAPIF）                     | 1         |
| 澳大利亞（ARIA專輯榜）                    | 2         |
| 奧地利（奧地利Ö3專輯榜）                  | 5         |
| 比利時法蘭德斯（Ultratop專輯榜）          | 3         |
| 比利時瓦隆（Ultratop專輯榜）              | 9         |
| 加拿大（《告示牌》Canadian Albums Chart） | 1         |
| 克羅埃西亞國際專輯榜（HDU）               | 4         |
| 捷克（ČNS IFPI專輯榜）                    | 5         |
| 丹麥（Hitlisten專輯榜）                   | 2         |
| 荷蘭（MegaCharts專輯榜）                  | 2         |
| 芬蘭（Suomen virallinen lista專輯榜）     | 4         |
| 法國（SNEP專輯榜）                        | 8         |
| 德國（Offizielle Top 100專輯榜）          | 7         |
| 匈牙利（MAHASZ專輯榜）                    | 32        |
| 冰島專輯榜（Tónlist）                     | 3         |
| 愛爾蘭（IRMA專輯榜）                      | 1         |
| 義大利（FIMI專輯榜）                      | 8         |
| 日本熱門專輯榜（日本公告牌）              | 15        |
| 日本（Oricon專輯榜）                      | 21        |
| 立陶宛專輯榜（AGATA）                     | 1         |
| 紐西蘭（RMNZ專輯榜）                      | 1         |
| 挪威（VG-lista專輯榜）                    | 1         |
| 波蘭（ZPAV專輯榜）                        | 2         |
| 葡萄牙（AFP專輯榜）                       | 3         |
| 蘇格蘭（OCC專輯榜）                       | 6         |
| 斯洛伐克專輯榜（ČNS IFPI）                | 3         |
| 西班牙專輯榜（PROMUSICAE）                | 5         |
| 瑞典（Sverigetopplistan專輯榜）           | 3         |
| 瑞士（Schweizer Hitparade專輯榜）         | 4         |
| 英國（OCC專輯榜）                         | 1         |
| 美国（《告示牌》200）                     | 1         |

| 榜單（2020年）                   | 排名 |
| -------------------------------- | ---- |
| 澳洲專輯榜（ARIA）               | 53   |
| 比利時專輯榜（Ultratop法蘭德斯） | 124  |
| 比利時專輯榜（Ultratop瓦隆）     | 157  |
| 丹麥專輯榜（Hitlisten）          | 94   |
| 荷蘭專輯榜（Album Top 100）      | 41   |
| 愛爾蘭專輯榜（IRMA）             | 39   |
| 英國專輯榜（OCC）                | 58   |
| 美國新歌專輯暢銷榜（《告示牌》） | 103  |

## 認證
| 地區                         | 认证 | 认证单位/销量 |
| ---------------------------- | ---- | ------------- |
| 新西兰（新西兰唱片音乐协会） | 金   | 7,500‡        |
| 英国（英国唱片业协会）       | 银   | 60,000‡       |
| ‡僅含認證的+實際銷量         |      |               |

## 發行紀錄
| 地區 | 日期           | 形式                    | 廠牌     | 參考                 |
| ---- | -------------- | ----------------------- | -------- | -------------------- |
| 多個 | 2020年10月30日 | 錄音帶 CD 數位下載 串流 | 聯眾唱片 | [ 67 ] [ 68 ] [ 69 ] |
| 台灣 | 2020年11月13日 | CD                      | 環球唱片 | [ 25 ]               |